# Lampanyctus parvicauda
Lampanyctus parvicauda és una espècie de peix de la família dels mictòfids i de l'ordre dels mictofiformes.

## Reproducció
És ovípar amb larves i ous planctònics.

## Depredadors
És depredat per Stenella attenuata.

## Hàbitat
És un peix marí i d'aigües profundes que viu entre 100-500 m de fondària.

## Distribució geogràfica
Es troba al Pacífic oriental central (20°N-15°S) i el Golf de Califòrnia.